# Бакёйзен ван ден Бринк, Рейнир Корнелис (младший)
Рейниер Корнелис Бакёйзен ван ден Бринк (нидерл. Reinier Cornelis Bakhuizen van den Brink, 11 сентября 1911 — 1 мая 1987) — нидерландский ботаник. 

## Биография
Рейниер Корнелис Бакёйзен ван ден Бринк родился 11 сентября 1911 года.
Он изучал ботанику в Утрехтском университете. В 1943 году Рейниер Корнелис получил докторскую степень в Утрехтском университете с диссертацией по малайзийским растениям семейства Меластомовые. Бакёйзен ван ден Бринк описал более 300 видов растений.
Рейниер Корнелис Бакёйзен ван ден Бринк умер в Лейдене 1 мая 1987 года.

## Научная деятельность
Рейниер Корнелис Бакёйзен ван ден Бринк специализировался на семенных растениях.